# Ariel (torpediniera)
L’Ariel è stata una torpediniera della Regia Marina.

## Storia
All'inizio della seconda guerra mondiale la torpediniera aveva base a Messina, in seno alla I Squadriglia Torpediniere, che formava insieme alle gemelle Aretusa, Alcione ed Airone. Comandava la nave il tenente di vascello Mario Ruta.
Nei primi mesi di guerra l’Ariel operò nelle acque della Sicilia, effettuando missioni di posa di campi minati, vigilanza e caccia antisommergibile.
Successivamente l'unità svolse anche missioni di scorta a convogli diretti a Tripoli od a Bengasi.
Il 29 luglio 1940, nell'ambito dell'operazione «Trasporto Veloce Lento», l’Ariel e le altre tre torpediniere della I Squadriglia vennero inviate a rafforzare la scorta – torpediniere Circe, Clio, Climene e Centauro della XIII Squadriglia – di un convoglio composto dal piroscafo passeggeri Marco Polo e dagli incrociatori ausiliari Città di Palermo e Città di Napoli, in navigazione da Napoli a Bengasi.
Nella notte tra il 5 ed il 6 settembre 1940 l’Ariel effettuò la posa di uno sbarramento di 56 mine nelle acque della Valletta insieme alle gemelle Alcione, Aretusa ed Altair.
Nella notte tra l'11 ed il 12 ottobre 1940 l’Ariel fu inviata a pattugliare, insieme ad Alcione ed Airone e ai cacciatorpediniere della XI Squadriglia (Aviere, Artigliere, Geniere, Camicia Nera) l'area ad est di Malta, alla ricerca di navi britanniche che avrebbero dovuto trovarsi in quella zona. Il pattugliamento, iniziato all'una di notte del 12 ottobre, si svolgeva alla velocità di 12 nodi con rotta per 270°, con le torpediniere distanziate tra di loro di circa 4 miglia. L’Ariel era la terza ed ultima unità della squadriglia, mentre i cacciatorpediniere si trovavano ancora più a sud. All'1.38 l’Alcione, l'unità che era più a nord, avvistò a 18.000 metri di distanza l'incrociatore leggero HMS Ajax, che faceva parte di un più ampio schieramento navale britannico che stava tornando ad Alessandria dopo aver scortato un convoglio per Malta. L’Ariel fu invece l'ultima delle tre navi ad avvistare l’Ajax, subito dopo l’Airone, all'1.42, da 14.000 metri.
Le tre torpediniere si portarono quindi all'attacco: l’Alcione e l’Airone lanciarono due siluri ciascuna all'1.57, poi quest'ultima, un minuto più tardi, lanciò altri due siluri e quindi aprì il fuoco con le artiglierie, mentre l’Ariel si preparava a sua volta a lanciare i propri siluri contro il lato di dritta dell'unità britannica (le altre due torpediniere avevano invece lanciato contro il lato sinistro). A quel punto l’Ajax aprì il fuoco: l’Ariel, che si trovava sulla dritta dell'incrociatore, ebbe il tempo di lanciare un solo siluro (non andato a segno perché deviato dalla scia dell’Airone) e di sparare due salve con i cannoni, poi fu investita dalla distanza di 4.000 metri da numerosi proiettili sparati dalle artiglierie prodiere della nave britannica. Svariati colpi andarono a segno dapprima sul ponte e poi contro lo scafo, in corrispondenza della linea di galleggiamento e di altri punti vitali, provocando un forte incendio e gravissimi danni (altre fonti asseriscono invece che la nave affondò senza che scoppiassero incendi). A bordo della nave vi furono numerosi morti e feriti; lo stesso comandante Ruta rimase mortalmente ferito e spirò poco dopo, mentre disponeva perché si continuasse a combattere (rimase ucciso pure il comandante in seconda Paolo Dall'Orso, che aveva rimpiazzato Ruta su richiesta di quest'ultimo). Devastata dall'esplosione di un deposito munizioni, l’Ariel s'inabissò in pochi minuti, scomparendo alle 2.05 (per altre fonti 2.14)  in posizione 35°37' N e 16°42' E (circa 73 miglia a sudest di Capo Passero) portando con sé i due terzi dell'equipaggio.
In tutto vennero recuperati 41 sopravvissuti dell’Ariel, circa un terzo degli uomini imbarcati sull'unità. Alla memoria del comandante Ruta venne conferita la Medaglia d'oro al valor militare ed a quella del suo secondo Dall'Orso la Medaglia d'argento al valor militare. Nel 1941 a Paolo Dall'Orso venne anche dedicato lo stadio di Chiavari, sua città natale.
L'Ariel, insieme con la gemella Airone (affondata nello stesso combattimento), fu la prima torpediniera della classe Spica ad andare perduta in guerra.

### Comandanti
- Tenente di vascello Mario Ruta (nato a Napoli il 12 febbraio 1911) (†) (10 giugno - 12 ottobre 1940).